# 위험한 진실
《위험한 진실》(영어: Truth or Consequences, N.M.)은 미국에서 제작된 1997년 네오누아르 영화이다. 키퍼 서덜랜드가 감독하고 빈센트 갤로 등과 함께 출연하였다. 케빈 J. 메식 등이 제작에 참여하였다.

## 줄거리
범죄 조직원 레이먼드는 두목 토니의 죄를 뒤집어쓰고 대신 옥살이를 하고 가석방으로 출소한다. 그러나 토니는 그에게 보답을 하기는커녕 시시한 일을 시키고 방치한다. 레이먼드는 복수를 결심하고 친구 커티스, 마커스와 토니의 마약을 훔치기로 한다.

## 출연진
- 빈센트 갤로
- 마이클티 윌리엄슨
- 키퍼 서덜랜드
- 케빈 폴랙
- 킴 디킨스
- 그레이스 필립스
- 제임스 맥대니얼
- 릭 로서비치
- 존 C. 맥긴리
- 맥스 펄리치
- 로드 스타이거
- 마틴 신

## 기타 제작진
- 공동 제작: 브래드 머먼
- 배역: 재닛 허션슨, 제인 젱킨스
- 미술: 앤 스툴러
- 의상: 수전 L. 버트럼
- 음악 감독: 게리 존스

## 우리말 녹음
KBS 성우진 (2002년 10월 27일)
- 최병상 - 레이먼드 (빈센트 갤로)
- 홍시호 - 커티스 (키퍼 서덜랜드)
- 안경진 - 애니 (킴 디킨스)
- 문관일 - 마커스 (마이클티 윌리엄슨)
- 김병관
- 유만준
- 이근욱
- 윤병화
- 임성표
- 송덕희
- 김관진
- 서윤석
- 김영진
- 박형욱